# 포툠킨 계단

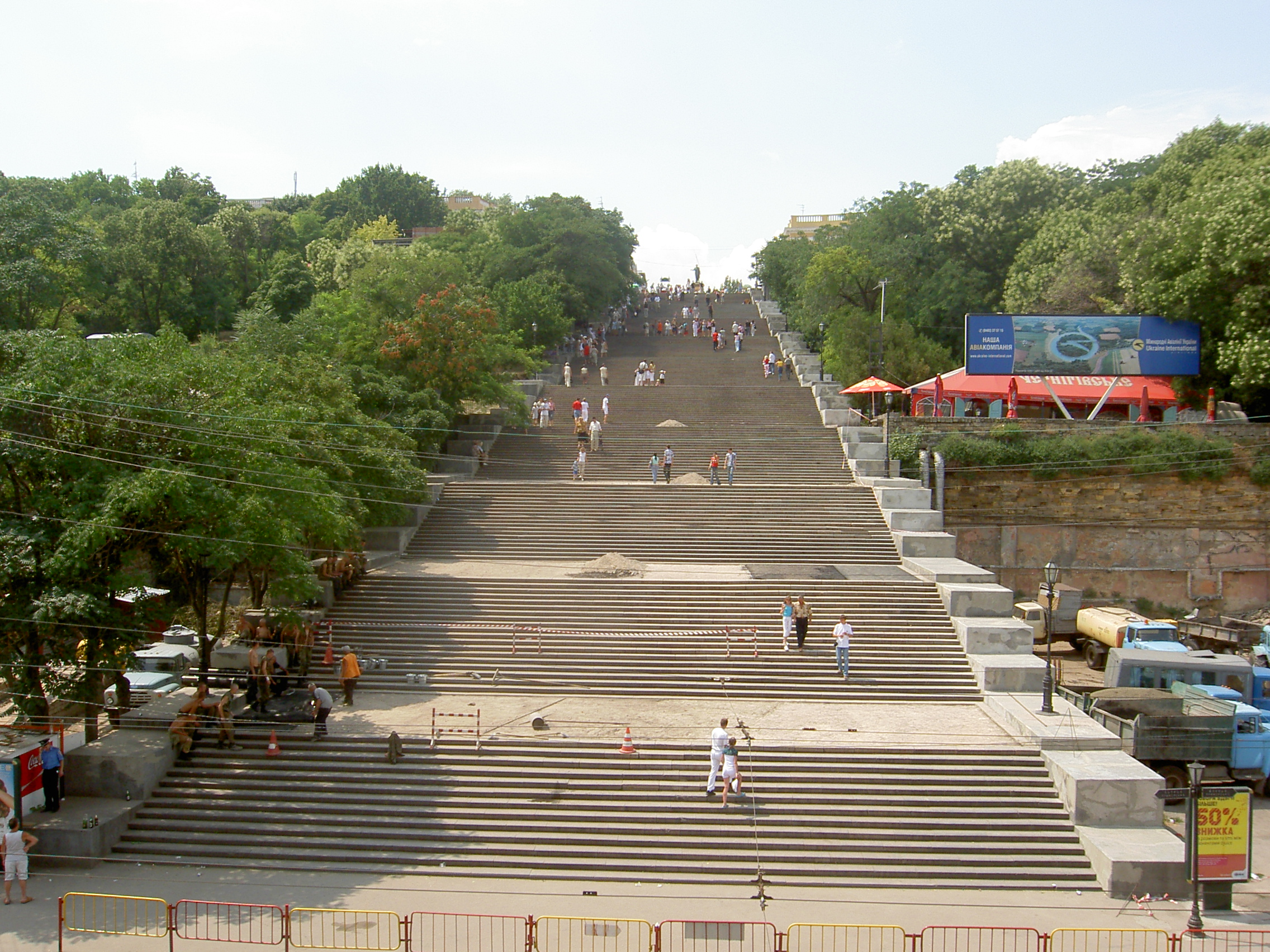
포툠킨 계단

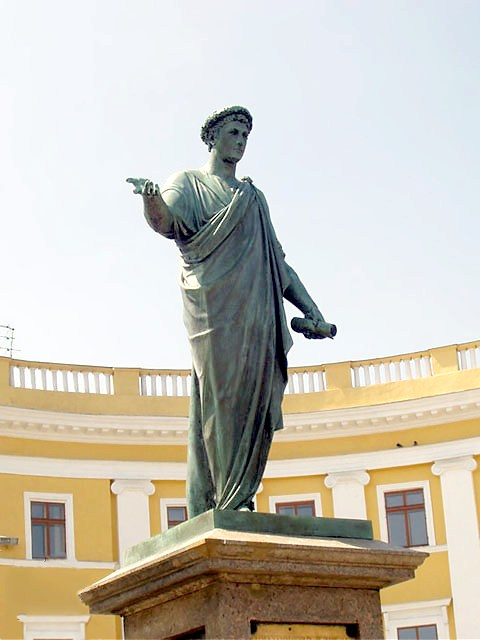
리슐리외 공 동상

포툠킨 계단(우크라이나어: Потьомкінські сходи, 러시아어: Потёмкинская лестница)은 우크라이나 오데사에 위치한 거대한 계단이다.
계단 수는 192개이며 계단의 높이는 27m이다. 가장 높은 계단의 너비는 12.5m, 가장 낮은 계단의 너비는 21.7m, 계단 간의 거리는 142m이다. 계단 꼭대기에는 초대 오데사 시장을 역임했던 프랑스의 귀족인 리슐리외 공 아르망에마뉘엘 드 비뉴로 뒤 플레시의 동상이 세워져 있다.
계단은 대규모의 착시 현상을 만들기 위해서 설계되었다. 계단을 내려다 보는 사람에게는 서 있는 모습만 볼 수 있고 계단을 볼 수 없다. 반대로 계단을 올려다 보는 사람에게는 계단만 볼 수 있고 서 있는 모습을 볼 수 없다. 계단은 위쪽보다 아래쪽이 넓기 때문에 2차적인 착시는 가짜 시선을 만들고 있다. 계단을 올려다 보면 계단이 실제보다 길게 보이지만 계단을 내려다 보면 계단이 그리 길게 보이지는 않는다.
1837년부터 1841년 사이에 건설되었으며 건설 당시에는 "거대한 계단", "리슐리외 계단"으로 불렀다. 1925년 세르게이 예이젠시테인 감독의 무성 영화 《전함 포템킨》에 등장하면서 널리 알려졌고 1955년 포툠킨 전함 반란 50주년을 기념하기 위한 차원에서 이름을 변경했다.

## 사진

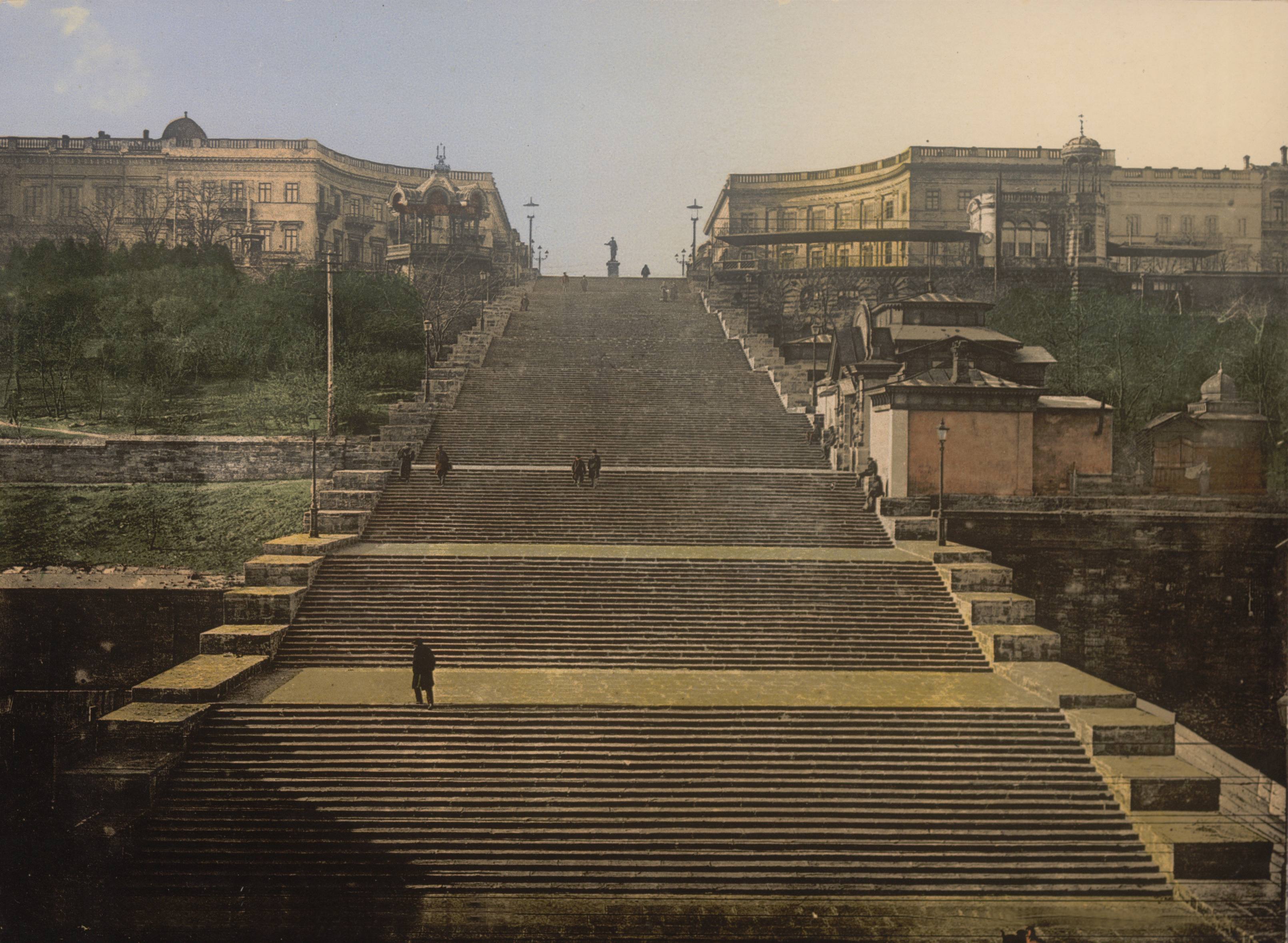
포툠킨 계단 (1890년 ~ 1905년 사이에 촬영)
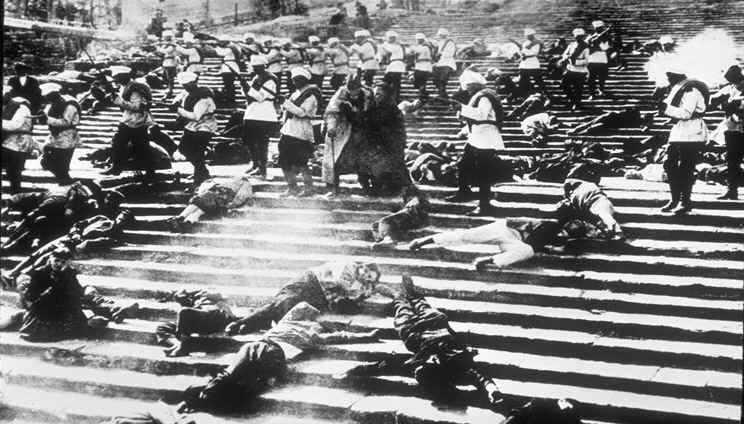
영화 《전함 포템킨》에 등장한 포툠킨 계단

## 같이 보기
- FC 초르노모레츠 오데사
- 오데사 오페라 발레 극장
- 록키 계단
- 조커 계단